# Haunted Junction
Haunted Junction (jap. HAUNTEDじゃんくしょん, HAUNTED jankushon) ist eine Manga-Serie des japanischen Zeichners Nemu Mukudori, die von 1996 bis 2001 in Japan erschien. Das Werk wurde als Anime, Videospiel, Hörspiel und Light Novel umgesetzt.

## Inhalt
Die Saitō-Oberschule wird von Menschen wie übernatürlichen Wesen gleichermaßen besucht, die Schule selbst wird von einem Geist geleitet. Die meisten dieser Wesen sind friedlich, doch wird die Schule auch immer wieder von bösen Geistern heimgesucht. Der Schulleiter sowie sechs weitere Wesen sind zusammen die „sieben Wunder der Saitō-Oberschule“, ihre Schutzgeister. Sie können mit sieben Ansteckern gerufen werden. Der Schülerrat, dessen Präsident die Anstecker besitzt, hat die Aufgabe, die Schule vor bösen Geistern zu beschützen. Dieser Rat besteht aus drei Schülern: Der Präsident Haruto Hōjō (北城 遥都), Sohn eines christlichen Priesters, hat keine besonderen geistlichen Fähigkeiten. Er hasst seine Verpflichtungen und würde gern ein normales Schülerleben führen, jedoch gelingt es ihm nicht, seinen Posten auf andere abzuwälzen. Kazumi Ryūdō (龍堂 和御), ein weiteres Schülerratsmitglied, ist Sohn eines buddhistischen Mönches und hat magische Fähigkeiten, doch ergreifen andere Geister gern von ihm Besitz. Zudem ist er ein Frauenheld. Die dritte, Mutsuki Asahina (朝比奈 睦月), ist die Tochter eines shintoistischen Priesters und eine Miko. Sie übernimmt meist die Aufgabe, die Geister aus Ryūdō wieder zu vertreiben und die bösen Geister zu versiegeln. Sie hat einen Shota-Komplex.
In der Serie werden die drei in Japan verbreitetsten Religionen Christentum, Buddhismus und Shinto in den drei Mitgliedern des Schülerrats parodiert dargestellt. Dabei werden meist traditionelle japanische Geistergeschichten und religiöse Rithen verarbeitet.

## Veröffentlichung
Der Manga erschien von April 1996 bis August 2001 im Manga-Magazin Dengeki Comic Gao! des Verlags MediaWorks. Später wurden die Einzelkapitel auch in 13 Sammelbänden veröffentlicht. 

## Adaptionen

### Anime
1997 produzierte das Studio Deen gemeinsam mit Bandai Visual eine 12-teilige Anime-Fernsehserie zum Manga. Regie führte Yuji Mutoh, das Charakterdesign entwarfen Atsuko Nakajima und Keiko Nakajima und die künstlerische Leitung übernahm Yoshio Ito. Die Serie wurde vom 2. April 1997 bis zum 25. Juni 1997 durch TV Tokyo in Japan ausgestrahlt. 

#### Synchronisation
| Rolle                | japanischer Sprecher (Seiyū) |
| -------------------- | ---------------------------- |
| Haruto Hōjō          | Katsuaki Arima               |
| Kazumi „Kazuo“ Ryūdō | Shinnosuke Furumoto          |
| Mutsuki Asahina      | Yukie Nakama                 |

#### Musik
Die Musik des Animes wurde komponiert von Hayato Matsuo. Der Vorspanntitel ist Kokoro ni Watashi ga Futari Iru (心に私がふたりいる), für den Abspann verwendete man Tremolo (トレモロ, Toremoro), beide von Yukie Nakama.

### Hörspiel
1996 erschien bei BGM Victor eine Hörspiel-CD mit sechs kurzen Hörspielen zum Manga. 

### Videospiel
Im Januar 1997 veröffentlichte Media Works ein Videospiel mit dem Titel Haunted Junction:　Seitokai BADGE o Oe! (HAUNTEDじゃんくしょん　聖徒会バッジを追え!) für die Konsole PlayStation.

### Light Novel
Im Oktober und Dezember 1998 erschienen zum Manga in Japan zwei Light-Novel-Bände unter dem Titel Haunted Junction: Kaze no Tategami (HAUNTEDじゃんくしょん 風塵の鬣　第１巻 （上）) bei Dengeki Bunko. Autor war Akara Arisato, die Illustrationen stammen von Nemu Mukudori.